# Media inglese
La media inglese è un criterio dell'ambito calcistico, basato sul punteggio in classifica ottenuto da una squadra in competizioni strutturate col formato del girone all'italiana.
L'aggettivo «inglese» è riconducibile alla nazionalità del tecnico che pianificò la formula, poi importata in Italia col nome di media scudetto per la censura linguistica ordinata dal fascismo.

## Sinossi
L'assunto originario della media prevede che il conseguimento della vittoria finale in campionato di una squadra passi da un rendimento lineare, composto ovverosia di affermazioni in casa — facendo dunque valere appieno il fattore campo — e pareggi in trasferta: è implicitamente sottinteso che la formazione non riporti alcuna sconfitta.

### Il calcolo
In base al sistema di assegnazione che attribuisce 3 punti alla vittoria e uno al pareggio, la media assume i seguenti valori:
|              | Vittoria | Pareggio | Sconfitta |
| ------------ | -------- | -------- | --------- |
| In casa      | 0        | −2       | −3        |
| In trasferta | +2       | 0        | −1        |

In un campionato con 20 squadre partecipanti e 38 gare in calendario, la media inglese viene per esempio fissata a quota 76 punti:
- 57 punti in casa (19 partite per 3 punti)
- 19 punti in trasferta (19 partite per un punto)

L'ideale punteggio costituito dalla media viene comparato con l'effettivo numero di punti riportato dalla squadra; col summenzionato esempio si ha che:
- Una quota di 82 punti in classifica finale determina un valore di +6 rispetto alla media inglese;
- Una quota di 73 punti in classifica finale determina un valore di −3 rispetto alla media inglese.[1]

### Storia recente
Nel corso degli anni, la media inglese ha progressivamente perso rilevanza, fino a diventare un criterio obsoleto per valutare il rendimento delle squadre. Il suo declino è stato determinato da diversi fattori che hanno trasformato profondamente il calcio moderno:
- Modifica del regolamento sul retropassaggio (1992): l'introduzione della norma che impedisce ai portieri di bloccare con le mani i passaggi volontari ha incentivato un gioco più offensivo.

- Aumento delle squadre: il passaggio da 16 a 20 ha ampliato il divario tra i grandi club e le formazioni minori.

- Declino del fattore campo: il crescente numero di vittorie in trasferta ha ridotto la distinzione tra rendimento casalingo e fuori casa.

- Revisione del sistema di punteggio: il nuovo meccanismo di attribuzione dei punti in caso di vittoria ha influito ulteriormente sull’efficacia di questo metodo di calcolo poiché, per natura, la media inglese prescinde dai punti attribuiti in campionato.[5]

Oggi, la media inglese resta un concetto affascinante per gli appassionati di storia calcistica, ma non è più un parametro di riferimento per le analisi moderne.